# Sicherungseinrichtung des Bundesverbandes der Deutschen Volksbanken und Raiffeisenbanken

Logo

Die Sicherungseinrichtung des Bundesverbandes der Deutschen Volksbanken und Raiffeisenbanken ist ein institutsicherndes System des Bundesverbandes der Deutschen Volksbanken und Raiffeisenbanken (BVR).

## Geschichte
Die ersten Ansätze für die Gründung einer genossenschaftlichen Sicherung in Deutschland finden sich bereits zu Beginn des 19. Jahrhunderts und wurden durch verschiedene wirtschaftliche und politische Ereignisse geprägt. Der Erste Weltkrieg und die darauffolgende Weltwirtschaftskrise drängten diese Überlegungen jedoch wieder in den Hintergrund.
Erst nach der Machtergreifung der Nationalsozialisten konnte die Anwaltschaft des Deutschen Genossenschaftsverbandes (DGV) ab 1933/34 den Vorschlag für eine Stützungsgemeinschaft zum Schutz der Institute erarbeiten. Ein wesentlicher Treiber stellte die Novelle des Genossenschaftsgesetzes von 1934 dar. Da die gesetzlichen Neuerungen jede Genossenschaft verpflichten, sich einem Prüfungsverband anschließen und einer jährlichen Prüfung zu unterziehen, konnten die Verbände ihren Einfluss erheblich vergrößern.
Am 14. Mai 1934 beschloss der DGV das Statut für eine Spar-Garantiegemeinschaft der gewerblichen Kreditgenossenschaften. Die offizielle Gründung des „Kreditgenossenschaftlichen Fonds des DGV“ erfolgte jedoch erst 1937 während des 72. Deutschen Genossenschaftstags in Berlin. Der Fonds wurde durch regelmäßige Beiträge der Mitgliedsgenossenschaften finanziert und sollte im Bedarfsfall finanzielle Unterstützung leisten. Nach dem Zweiten Weltkrieg wurden die Sicherungseinrichtungen wiederbelebt und 1967 angesichts des wachsenden Geschäftsvolumens ausgeweitet. Im Zuge der Neuordnung der genossenschaftlichen Spitzenverbände entstand 1972 der Bundverband der Deutschen Volksbanken und Raiffeisenbanken (BVR), der die Sicherungseinrichtung in ihrer heutigen Form verwaltet.
Die Sicherungseinrichtung ist das weltweit älteste ausschließlich privat finanzierte Sicherungssystem für Banken. Seit dem Bestehen der Sicherungseinrichtung hat noch nie ein Kunde einer angeschlossenen Bank einen Verlust seiner Einlagen erlitten. Außerdem musste noch nie ein Kunde entschädigt werden, weil es aufgrund des praktizierten Institutsschutzes noch nie zu einem Entschädigungsfall gekommen ist.

## Aufgabe
Die Sicherungseinrichtung hat als Aufgabe, das Vertrauen der Kunden sowie der Geld- und Kapitalmärkte in die genossenschaftliche Finanzgruppe dauerhaft zu sichern, indem sie gemäß ihrem Statut
drohende oder bestehende wirtschaftliche Schwierigkeiten bei den angeschlossenen Banken abwendet oder behebt (sogenannter Institutsschutz) und hierdurch einen umfassenden Schutz der Kundeneinlagen gewährleistet. Zur Erfüllung dieser Aufgabe ergreift die Sicherungseinrichtung insbesondere präventive Maßnahmen zur Abwendung von Fehlentwicklungen bei den einbezogenen Banken und führt erforderlichenfalls Sanierungsmaßnahmen zugunsten von Banken durch.

## Organisation
Der BVR ist Alleingesellschafter der BVR Institutssicherung GmbH, die für ihn ein institutsbezogenes Sicherungssystem betreibt und sowohl Träger des gesetzlichen Einlagenschutzes gemäß EinSiG als auch des freiwilligen Einlagenschutzes ist. Die Sicherungseinrichtung ist als Bereich in die Organisationsstruktur des BVR integriert. Für den BVR arbeiten etwa 200 Personen (Stand 2014), die auch für die Sicherungseinrichtung tätig sind.
Die BVR Institutssicherung GmbH ist im Handelsregister HRB 164666 B beim Amtsgericht Berlin Charlottenburg eingetragen.

## Mitglieder der Sicherungseinrichtung
In die Sicherungseinrichtung sind alle Mitgliedsbanken des BVR einbezogen.
Exemplarisch hierfür können die Volksbanken und Raiffeisenbanken, Spar- und Darlehenskassen, PSD Banken, Sparda-Banken, kirchliche Kreditgenossenschaften, genossenschaftliche Zentralbanken und Hypothekenbanken sowie sonstige Spezialinstitute des Finanzverbundes wie die Bausparkasse Schwäbisch Hall genannt werden.

## Funktionsweise der Sicherungseinrichtung
Die BVR Sicherungseinrichtung arbeitet präventiv, um frühzeitig mögliche wirtschaftliche Fehlentwicklungen bei den genossenschaftlichen Banken zu identifizieren, die Institute maßgeblich auf dem Weg der betriebswirtschaftlichen Neuausrichtung zu unterstützen und somit letztlich zu verhindern, dass Mittel aus dem Sicherungsfonds in Anspruch genommen werden.
Gerät eine angeschlossene Bank in ökonomische Schwierigkeiten, so greift der sogenannte Institutsschutz: Die Bank wird durch Maßnahmen der Sicherungseinrichtung gestützt und so gestellt, dass sie ihre rechtlichen Verpflichtungen in vollem Umfang erfüllen kann.

## Schutzumfang für Einleger
Sollte ein Entschädigungsfall bei einem Mitgliedsinstitut eintreten, besteht für die Einleger ein gesetzlicher Entschädigungsanspruch, den die BVR Institutssicherung GmbH nach Maßgabe des Einlagensicherungsgesetzes übernimmt.
Im Entschädigungsfall gewähren die gesetzlichen Einlagensicherungsysteme einen Rechtsanspruch auf Entschädigung bis zur Höhe von maximal 100.000 Euro und bis zu 500.000 Euro auf besonders schutzwürdige Einlagen, beispielsweise auf Einlagen, die aus dem Verkauf einer Privatimmobilie resultieren oder aufgrund sozialrechtlicher Ansprüche ausgezahlt werden.
Die Kundeneinlagen und die von Kunden gehaltene Inhaberschuldverschreibungen der Mitgliedsinstitute werden zusätzlich durch die freiwillige Sicherungseinrichtung des BVR nach Maßgabe ihres Statuts geschützt. Dazu schließt die freiwillige Sicherungseinrichtung mit der BVR Institutssicherung GmbH eine Haftungsvereinbarung ab (Statut der Sicherungseinrichtung, § 2c Haftungsvereinbarung), die dadurch ihrem gesetzlichen Entschädigungsanspruch nachkommen kann (Satzung BVR Institutssicherung GmbH, § 12 Entschädigungsanspruch).

## Schutzumfang für Institute
Um eine Unterstützung zu erhalten, muss das in Schwierigkeiten geratene Institut eine Reihe von Auflagen erfüllen, die im Statut der Sicherungseinrichtung geregelt sind. Dazu zählen beispielsweise die Berücksichtigung und Einhaltung von Verfahrensregeln sowie die Möglichkeit der Institute die Besserungsscheinverpflichtungen zu erfüllen.
Zur Unterstützung können Garantien, Bürgschaften, Zuschüsse, Darlehen oder Beteiligungen eingesetzt werden. Die Entscheidung ob eine Unterstützung gewährt wird obliegt dem BVR. Ein Rechtsanspruch auf eine Hilfeleistung durch die Sicherungseinrichtung wurde ausgeschlossen (§ 36 Statut der Sicherungseinrichtung).  

## Leistungsfähigkeit der Sicherungseinrichtung
Bei der Sicherungseinrichtung bestehen ein durch Beitragszahlungen der angeschlossenen Banken gespeister Garantiefonds und ein aus ergänzenden Garantieerklärungen der einbezogenen Banken gebildeter so genannter Garantieverbund. Diese beiden Fonds sind Vermögen des BVR und werden von ihm verwaltet. Die Garantiefondsmittel sind als Sondervermögen des BVR getrennt von dessen sonstigem Vermögen anzulegen. Die Leistungsfähigkeit der Sicherungseinrichtung basiert aber nicht alleine auf dem Volumen des Fonds, sondern kann zusätzlich aus der Bonität der gesamten genossenschaftlichen Finanzgruppe unterstützt werden.
Mit den Mitteln des Garantiefonds werden Sanierungsmaßnahmen von der Sicherungseinrichtung zugunsten einer Mitgliedsbank nur dann vorgenommen, wenn diese selbst nicht in der Lage ist, die bei ihr drohenden oder bestehenden wirtschaftlichen Schwierigkeiten aus eigener Kraft zu überwinden. Zu Lasten des Garantiefonds werden Bürgschaften und Garantien, verzinsliche und unverzinsliche Darlehen sowie Zuschüsse gewährt. Zu Lasten des – nur in Ausnahmesituationen in Anspruch genommenen – Garantieverbundes werden ausschließlich Bürgschaften und Garantien übernommen.

## Veränderung in der Organisation der Sicherungseinrichtung
Als Reaktion auf die jüngste Finanzkrise wurde im Rahmen der europäischen Bankenunion u. a. die Einlagensicherungsrichtlinie grundlegend reformiert. Mit dem Inkrafttreten des neuen Einlagensicherungsgesetzes am 3. Juli 2015 besteht neben der Sicherungseinrichtung des BVR die als gesetzliches Einlagensicherungssystem anerkannte BVR Institutssicherung GmbH. Hintergrund dieser dualen Struktur ist die nötige Anpassung der Sicherungseinrichtung des Bundesverbandes der Deutschen Volksbanken und Raiffeisenbanken (BVR) an die für alle Kreditinstitute in Europa geltende neue EU-Richtlinie zur Harmonisierung von Einlagensicherungssystemen. Um der EU-Richtlinie zu entsprechen, wurde neben der bestehenden BVR-Sicherungseinrichtung mit ihrem Institutsschutz eine separate Gesellschaft als hundertprozentige Tochter des BVR namens BVR Institutssicherung GmbH gegründet, die den gesetzlichen Einlagenschutz bis 100.000 Euro gewährleistet, aber zugleich den Institutsschutz für die Banken der genossenschaftlichen Finanzgruppe bereitstellt. Die Sicherungseinrichtung des BVR bleibt hiermit eine auf freiwilliger Basis entstandene, privatrechtlich organisierte und verwaltete Selbsthilfeeinrichtung der genossenschaftlichen Finanzgruppe. Die Sicherungseinrichtung des BVR ist als zusätzlicher, genossenschaftlicher Schutz im sogenannten dualen System parallel zur BVR Institutssicherung GmbH tätig.

## Prüfung und Überwachung der Sicherungseinrichtung
Der BVR erstellt jährlich einen Jahresabschluss und einen Geschäftsbericht zur Tätigkeit und zu den finanziellen Verhältnissen der Sicherungseinrichtung. Der durch eine externe, nicht zur genossenschaftlichen Finanzgruppe gehörende Wirtschaftsprüfungsgesellschaft geprüfte Jahresabschluss und Geschäftsbericht wird gemäß § 39 des Statuts der BVR-Sicherungseinrichtung an die Bundesanstalt für Finanzdienstleistungsaufsicht (BaFin), die Deutsche Bundesbank, die genossenschaftlichen Prüfungsverbände und an den Verwaltungsrat des BVR gesandt. Das letztgenannte Gremium überwacht im Rahmen der Sicherungseinrichtung die Geschäftsführung des Vorstandes des BVR. Die Sicherungseinrichtung des BVR unterliegt der Aufsicht und Überwachung durch die Bundesanstalt für Finanzdienstleistungsaufsicht. Der BaFin stehen gegenüber der Sicherungseinrichtung außerdem die Auskunfts- und Prüfungsrechte nach § 44 Abs. 1 des Gesetzes über das Kreditwesen zu.

## Bekannte Stützungsfälle
In der Geschichte der genossenschaftlichen Kreditinstitute gab es immer wieder bekannte Stützungsfälle, die häufig zu einer Änderung des Statuts der Sicherungseinrichtung führten. 
Im Jahr 1984 schrieb der Spiegel, dass eine umfangreiche Liste der Banken erstellt wurde, die in eine Schieflage geraten sind. Ausschlaggebend für die Erstellung dieser Liste waren die Hammer Bank Spadaka und die Volksbank Oberhausen, die durch den Sicherungsfonds mit bis zu 400 Mio. DM gestützt werden mussten.
Im Zuge der Finanzkrise 2008 war die ApoBank, das größte der genossenschaftlichen Primärinstitute, auf eine Unterstützung der Sicherungseinrichtung angewiesen. Das Institut hatte sich mit riskanten Wertpapieren verspekuliert und benötigte eine Garantie von 120 Mio.
In den Jahren 2023/2024 häuften sich ebenfalls eine Reihe von auffälligen Vorfällen bei den genossenschaftlichen Instituten. Insbesondere das Jahr 2024 wurde medienwirksam als “Skandaljahr ” der Volksbanken bezeichnet. Mehrere Genossenschaftsbanken rutschten in Schieflagen und mussten durch den Sicherungsfonds gestützt werden. Zu den bekannten Fällen zählen die VR-Bank Bad Salzungen Schmalkalden, Volksbank Düsseldorf Neuss und die Volksbank Dortmund-Nordwest. Davon unberührt bleiben Institute die aufgrund einer Notfusion die Stützung der Sicherungseinrichtung nicht in Anspruch nehmen müssen, wozu beispielsweise die Raiffeisenbank Thurnauer Land oder der Raiffeisenbank Obermain Nord zählt. Der BVR hat umfangreiche Maßnahmen angekündigt sieht allerdings kein systematisches Problem.

## Einbindung in ein europäisches Einlagensicherungssystem
Die Europäische Bankenunion wurde nach der Finanzkrise 2008 ins Leben gerufen und ist ein Rahmenwerk zur stärkeren Integration und Überwachung von Banken in der Europäischen Union. Sie soll die Stabilität des Bankensystems zu verbessern und zukünftige Krisen verhindern. Zur dritten Säule gehört ein europäisches Einlagensicherungssystem, was derzeit noch diskutiert wird.
Die Interessensverbände DSGV und BVR sehen darin eine Gefahr für ihre Institutssicherungssysteme und haben sich in dem Gutachten SG2406280139 gegen ein europäisches Einlagensicherungssystem positioniert.